# ウェイド・デービス (野球)
ウェイド・アレン・デービス（Wade Allen Davis, 1985年9月7日 - ）は、アメリカ合衆国フロリダ州ポーク郡レイクウェールズ出身の元プロ野球選手（投手）。右投右打。愛称はウェダー。
親戚に捕手としてシカゴ・カブスとアトランタ・ブレーブスでプレーしたジョディ・デービスがいる。
ライアン・デンプスターと並んで、カブスの26試合連続セーブ成功の球団記録を持つ。

## 経歴

### プロ入りとレイズ時代

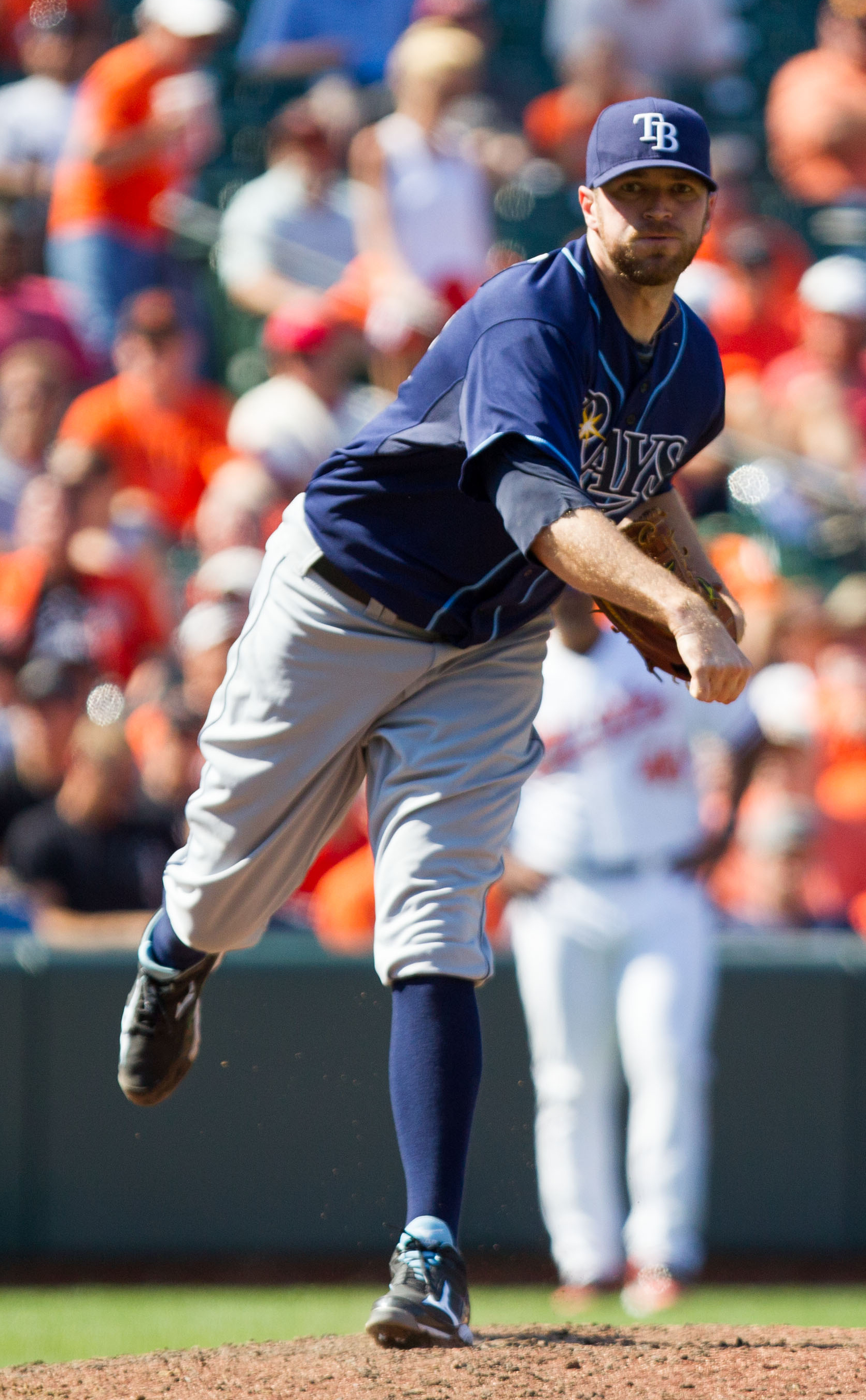
タンパベイ・レイズでの現役時代
（2012年9月13日）

2004年のMLBドラフト3巡目（全体75位）でタンパベイ・デビルレイズから指名され、プロ入り。
2007年はA+級ベロビーチ・デビルレイズとAA級モンゴメリー・ビスケッツの2球団合計で27試合の先発登板で10勝3敗、デビルレイズ傘下1位となる防御率2.50を記録し、デビルレイズ傘下の最優秀投手に選出された。
2009年9月6日のデトロイト・タイガース戦でメジャーデビュー。デービスは7回を1失点に抑え、勝利投手の権利を持って降板したが、チームは5-3で敗れた。この試合でデービスは球団新記録となるメジャーデビュー戦で9奪三振を記録し、1962年以降では史上3人目となるデビュー戦での先頭打者から4者連続三振を記録した。
2010年はアンディ・ソナンスタインとの先発投手5番手争いを制し、開幕から先発ローテーション入りを果たした。7月には新人選手最多の4勝を記録し、ルーキー・オブ・ザ・マンスに選出された。通年では12勝を記録して、新人王の投票では4位に入った。自身初めてとなったポストシーズンでは、ディビジョンシリーズの第4戦で先発登板し、5回を2失点で勝利投手となったが、チームは5試合の末に敗退した。
2011年3月31日にレイズと総額1260万ドルの4年契約（2015年・700万ドル、2016年・800万ドル、2017年・1000万ドルの球団オプション付き）を結んだ。
2012年は、先発からリリーフになったことで速球の威力が増し、前年の奪三振率が5.1から11.1へと倍増した。

### ロイヤルズ時代
2012年12月9日にウィル・マイヤーズ、ジェイク・オドリッジ、マイク・モンゴメリー、パトリック・レナードとのトレードで、ジェームズ・シールズ、後日発表選手のエリオット・ジョンソンと共にカンザスシティ・ロイヤルズへ移籍した。
2013年は先発ローテーション4番手だったが不振を極め、8月末にリリーフに配置転換された。リリーフ転向後は7試合（10イニング）で1失点という活躍だった。
2014年はセットアッパーとして自己最多の71試合に登板し、防御率1.00という大活躍であり、109奪三振は救援投手としての球団記録を更新した。6月27日から9月15日にかけて33試合連続無失点も記録した。7回のケルビン・ヘレーラ、8回のデービス、9回のグレッグ・ホランドの必勝リレー「HDH」が注目を集めた。クローザーのホランドも防御率1.44、ヘレーラも防御率1.41と大活躍し、史上初となる同一チーム同一シーズンに防御率1.5以下のリリーフ投手（60イニング以上）が3人いるチームができた。チームにとって29年ぶりとなったポストシーズンでも12試合（14.1イニング）に登板して、自責点がわずかに1と、ワールドシリーズ進出に大きく貢献した。オフの11月3日にロイヤルズが700万ドルの球団オプションを行使した。
2015年も主にセットアッパーして登板し、6月2日に初めて失点するまで22試合連続無失点を記録した。オールスターに初選出された。以後も好投を続け、69試合に投げて防御率は前年より更に優れた0.94という素晴らしい内容だった。シーズン終盤にクローザーのホランドが故障で離脱したためその代役を務め、ニューヨーク・メッツとのワールドシリーズでは最後を締め括って日本でいう「胴上げ投手」となるなど、30年ぶりのシリーズ優勝に大きく貢献した。ポストシーズン全体では8試合に登板して1勝4セーブ、10.2イニングを投げて無失点、18奪三振の活躍であり、ワールドシリーズではベーブ・ルース賞を受賞した。
2016年も概ね好投を続け、2年連続でオールスターに選出された。7月には右腕の不調で故障者リスト入りしたが、シーズン全体では45試合に登板して2勝1敗27セーブ、防御率1.87、（アメリカンリーグ10位）、WHIP1.13と、クローザーの役割を務め上げた。

### カブス時代
2016年12月7日にホルヘ・ソレアとのトレードで、シカゴ・カブスへ移籍した。

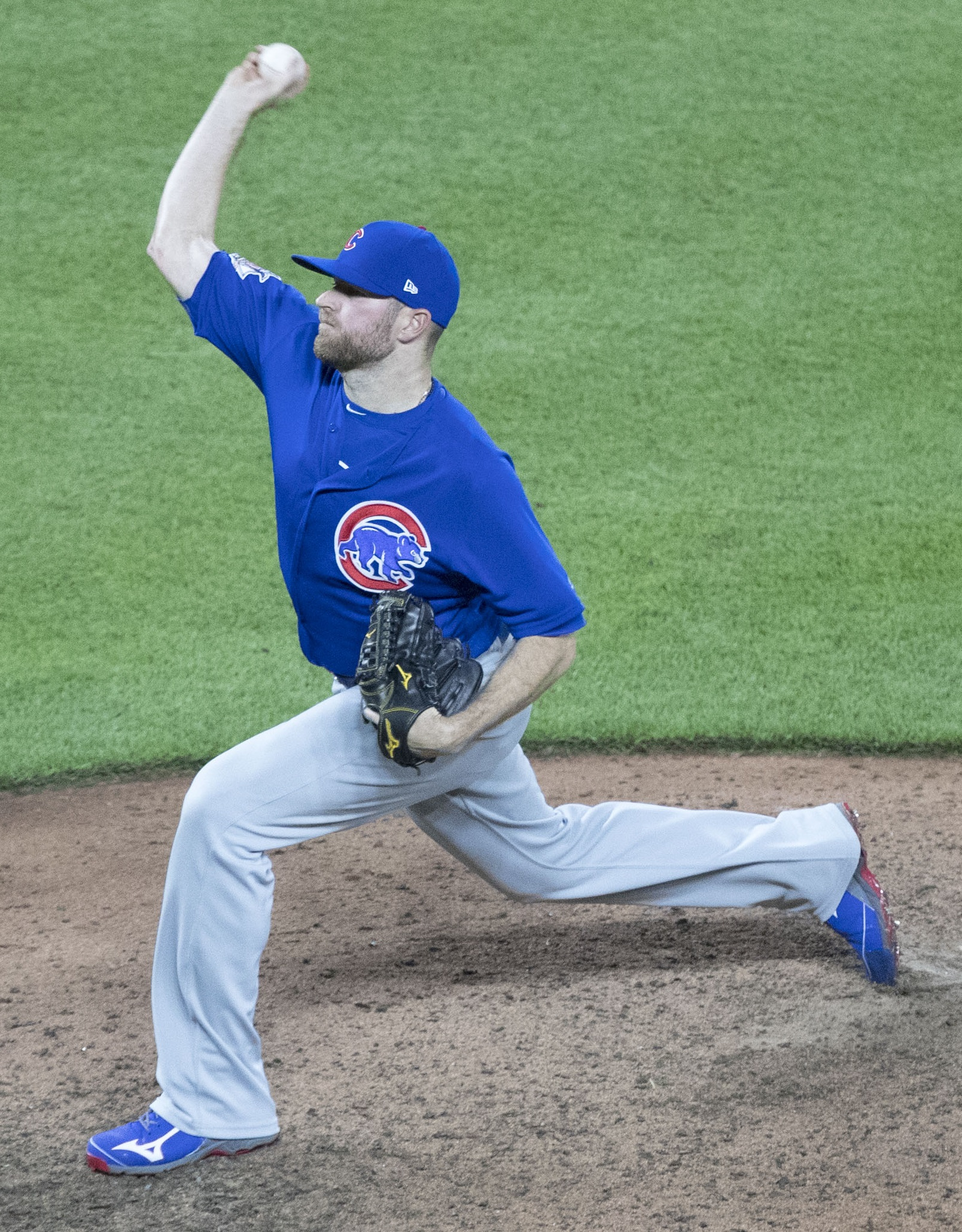
シカゴ・カブスでの現役時代
（2017年7月14日）

2017年はクローザーを任され、オールスターにもカブスから唯一選出された。8月19日のトロント・ブルージェイズ戦でセーブを記録し、ライアン・デンプスターの26試合連続セーブ成功の球団記録に並んだ。最終的には59試合で4勝2敗32セーブ、防御率2.30と新天地でもクローザーの役割を全うした。オフの11月2日にFAとなった。球団はクオリファイング・オファーを提示したが、11月16日に拒否した。

### ロッキーズ時代
2017年12月29日にコロラド・ロッキーズと3年総額5200万ドルの契約を結んだ。契約には4年目の2021年に1500万ドルの相互選択オプションが含まれているが、2020年に30試合交代完了した場合は選手側のみの選択権に変更となり、双方の合意に至らない場合は100万ドルを受け取ってFAとなる。
2018年は開幕から抑えに配置され、前半戦を終えて27セーブ、防御率3.72の成績を記録した。最終的には球団新記録となる43セーブを記録し、自身初となる最多セーブのタイトルを獲得。防御率4.13の成績を残した。
2019年は50試合の登板で1勝6敗、防御率8.65、15セーブと深刻な不振に陥った。2015年には平均95.9mph（約154km/h）だった球速が、この年は93.2mph（約150km/h）にまで落ち、42.2イニングで29四球と制球も良いとは言いづらい内容だった。
2020年も開幕から精彩を欠き、9月19日にDFAとなり、21日にFAとなった。

### ロイヤルズ復帰
2021年1月20日に古巣のロイヤルズとマイナー契約を結び、スプリングトレーニングに招待選手として参加することになった。3月28日にメジャー契約を結んでアクティブ・ロースター入りした。
2021年シーズンは4月1日のテキサス・レンジャーズとの開幕戦に登板し、ロイヤルズでは2016年9月28日以来のセーブを記録した。オフの11月3日にFAとなり、24日に現役引退を表明した。

## 選手としての特徴
最速99.5mph（約160.1km/h、2015年8月16日計測）、平均球速153km/hのフォーシームとツーシーム、平均球速149km/hのカッター、変化球は平均球速132km/hのナックルカーブという4球種で高い奪三振率を誇っていた。
先発投手時代の2011年まではカーブとスライダーを持ち球としていたが、それぞれナックルカーブ、カッターに変えている。また、平均球速138km/hのチェンジアップも武器としていたが、2013年を最後に投げなくなった。ちょうど、リリーフ転向期だった2012年～2013年頃から成績が飛躍的に伸びている。

## 詳細情報

### 年度別投手成績
| 年 度     | 球 団     | 登 板 | 先 発 | 完 投 | 完 封 | 無 四 球 | 勝 利 | 敗 戦 | セ 丨 ブ | ホ 丨 ル ド | 勝 率 | 打 者 | 投 球 回 | 被 安 打 | 被 本 塁 打 | 与 四 球 | 敬 遠 | 与 死 球 | 奪 三 振 | 暴 投 | ボ 丨 ク | 失 点 | 自 責 点 | 防 御 率 | W H I P |
| --------- | --------- | ----- | ----- | ----- | ----- | -------- | ----- | ----- | -------- | ----------- | ----- | ----- | -------- | -------- | ----------- | -------- | ----- | -------- | -------- | ----- | -------- | ----- | -------- | -------- | ------- |
| 2009      | TB        | 6     | 6     | 1     | 1     | 0        | 2     | 2     | 0        | 0           | .500  | 150   | 36.1     | 33       | 2           | 13       | 1     | 0        | 36       | 1     | 0        | 19    | 15       | 3.72     | 1.27    |
| 2010      | TB        | 29    | 29    | 0     | 0     | 0        | 12    | 10    | 0        | 0           | .545  | 722   | 168.0    | 165      | 24          | 62       | 2     | 5        | 113      | 4     | 0        | 77    | 76       | 4.07     | 1.35    |
| 2011      | TB        | 29    | 29    | 1     | 0     | 1        | 11    | 10    | 0        | 0           | .524  | 795   | 184.0    | 190      | 23          | 63       | 1     | 8        | 105      | 6     | 0        | 96    | 91       | 4.45     | 1.38    |
| 2012      | TB        | 54    | 0     | 0     | 0     | 0        | 3     | 0     | 0        | 6           | 1.000 | 284   | 70.1     | 48       | 5           | 29       | 2     | 0        | 87       | 2     | 0        | 20    | 19       | 2.43     | 1.10    |
| 2013      | KC        | 31    | 24    | 0     | 0     | 0        | 8     | 11    | 0        | 0           | .421  | 618   | 135.1    | 169      | 15          | 58       | 2     | 4        | 114      | 7     | 0        | 89    | 80       | 5.32     | 1.68    |
| 2014      | KC        | 71    | 0     | 0     | 0     | 0        | 9     | 2     | 3        | 33          | .818  | 279   | 72.0     | 38       | 0           | 23       | 0     | 3        | 109      | 1     | 0        | 8     | 8        | 1.00     | 0.85    |
| 2015      | KC        | 69    | 0     | 0     | 0     | 0        | 8     | 1     | 17       | 18          | .889  | 251   | 67.1     | 33       | 3           | 20       | 1     | 0        | 78       | 1     | 0        | 8     | 7        | 0.94     | 0.79    |
| 2016      | KC        | 45    | 0     | 0     | 0     | 0        | 2     | 1     | 27       | 0           | .667  | 176   | 43.1     | 33       | 0           | 16       | 0     | 3        | 47       | 4     | 0        | 9     | 9        | 1.87     | 1.13    |
| 2017      | CHC       | 59    | 0     | 0     | 0     | 0        | 4     | 2     | 32       | 0           | .667  | 242   | 58.2     | 39       | 6           | 28       | 1     | 3        | 79       | 7     | 0        | 16    | 15       | 2.30     | 1.14    |
| 2018      | COL       | 69    | 0     | 0     | 0     | 0        | 3     | 6     | 43       | 0           | .333  | 261   | 65.1     | 43       | 8           | 26       | 0     | 2        | 78       | 6     | 0        | 31    | 30       | 4.13     | 1.06    |
| 2019      | COL       | 50    | 0     | 0     | 0     | 0        | 1     | 6     | 15       | 0           | .143  | 206   | 42.2     | 51       | 7           | 29       | 0     | 2        | 42       | 1     | 0        | 42    | 41       | 8.65     | 1.88    |
| 2020      | COL       | 5     | 0     | 0     | 0     | 0        | 0     | 1     | 2        | 0           | .000  | 25    | 4.1      | 9        | 3           | 3        | 1     | 0        | 3        | 2     | 0        | 10    | 10       | 20.77    | 2.77    |
| 2021      | KC        | 40    | 0     | 0     | 0     | 0        | 0     | 3     | 2        | 2           | .000  | 190   | 42.2     | 44       | 8           | 19       | 0     | 2        | 38       | 4     | 0        | 33    | 32       | 6.75     | 1.48    |
| MLB：13年 | MLB：13年 | 557   | 88    | 2     | 1     | 1        | 63    | 55    | 141      | 59          | .534  | 4199  | 990.1    | 895      | 104         | 389      | 11    | 32       | 929      | 46    | 0        | 458   | 433      | 3.94     | 1.30    |

- 各年度の太字はリーグ最高

### 年度別守備成績
| 年 度 | 球 団 | 投手（P） | 投手（P） | 投手（P） | 投手（P） | 投手（P） | 投手（P） |
| 年 度 | 球 団 | 試 合     | 刺 殺     | 補 殺     | 失 策     | 併 殺     | 守 備 率  |
| ----- | ----- | --------- | --------- | --------- | --------- | --------- | --------- |
| 2009  | TB    | 6         | 5         | 0         | 0         | 0         | 1.000     |
| 2010  | TB    | 29        | 16        | 19        | 2         | 4         | .946      |
| 2011  | TB    | 29        | 11        | 18        | 0         | 4         | 1.000     |
| 2012  | TB    | 54        | 6         | 4         | 1         | 0         | .909      |
| 2013  | KC    | 31        | 12        | 13        | 1         | 2         | .962      |
| 2014  | KC    | 71        | 4         | 3         | 1         | 0         | .875      |
| 2015  | KC    | 69        | 9         | 8         | 1         | 1         | .944      |
| 2016  | KC    | 45        | 1         | 4         | 0         | 0         | 1.000     |
| 2017  | CHC   | 59        | 2         | 8         | 0         | 0         | 1.000     |
| 2018  | COL   | 69        | 8         | 3         | 0         | 1         | 1.000     |
| 2019  | COL   | 50        | 2         | 3         | 1         | 2         | .833      |
| 2020  | COL   | 5         | 0         | 0         | 0         | 0         | ----      |
| 2021  | KC    | 40        | 2         | 2         | 0         | 0         | 1.000     |
| MLB   | MLB   | 557       | 78        | 85        | 7         | 14        | .959      |

- 各年度の太字はリーグ最高

### タイトル
- 最多セーブ投手：1回（2018年）

### 表彰
- ルーキー・オブ・ザ・マンス：1回 （2010年7月）
- ベーブ・ルース賞：1回（2015年）

### 記録
- MLBオールスターゲーム選出：3回（2015年 - 2017年）

### 背番号
- 58（2009年）
- 40（2010年 - 2012年）
- 22（2013年）
- 17（2014年 - 2016年）
- 71（2017年 - 2021年）